# Кужба (Васлуј)
Кужба (рум. Cujba) насеље је у Румунији у округу Васлуј у општини Такута. Oпштина се налази на надморској висини од 305 m.

## Становништво
Према подацима из 2002. године у насељу је живело 134 становника, од којих су сви румунске националности.